# Aaron Ikeda
Aaron Ikeda, född 30 juli 1965 i Honolulu, är en amerikansk skådespelare. Aaron är mest känd för sin roll som Rex i Scrubs, men han har även medverkat i The War at Home samt i reklamfilmer.

## Filmografi (komplett)

### Filmer
- 2006 - Joe Lies - Johnny
- 2008 - Double Happiness - pappan

### TV-serier
- Scrubs - Rex, 9 avsnitt
- The War at Home - mötesdeltagare, 1 avsnitt